# Sericospilus minor
Sericospilus minor är en skalbaggsart som beskrevs av Given 1952. Sericospilus minor ingår i släktet Sericospilus och familjen Melolonthidae. Inga underarter finns listade i Catalogue of Life.